# Région d'Aysén
Pour les articles homonymes, voir Aisén.
La région d'Aysén, en espagnol : Región de Aysén (titre complet : Región de Aysén del General Carlos Ibáñez del Campo) est une région du Chili située au sud du pays. Elle est entourée au nord par la région des Lacs, à l'est par l'Argentine et au sud par la région de Magallanes et de l'Antarctique chilien. Elle doit son nom au général Carlos Ibáñez del Campo qui sera président de la république du Chili de 1927 à 1931 et, démocratiquement réélu, de 1952 à 1958.
Cette région est subdivisée en deux parties bien distinctes : d'une part la zone continentale, accolée à la cordillère des Andes montagneuse et découpée par de multiples fjords, d'autre part un grand nombre d'îles qui forment un labyrinthe, accessible uniquement par bateau. Cette géographie rend toute communication avec le reste du pays difficile et la région n'a commencé à se peupler qu'au cours du XXe siècle. Elle reste aujourd'hui la région la moins peuplée du pays. Son économie repose sur l'exploitation des produits de la mer, l'élevage et le tourisme.

## Géographie
Le déplacement de la plaque antarctique vers l'ouest qui vient se heurter à la plaque sud-américaine entraine un abaissement du niveau des terres continentales de la région et l'invasion des vallées par la mer à l'origine de la formation des îles  situées au large de la zone continentale. La région est également largement façonnée par l'activité glaciaire intense encore à l’œuvre avec le champ de glace Nord de Patagonie  et le champ de glace Sud de Patagonie qui ont creusé des vallées profondes à l'origine de nombreux fjords. L'extrémité méridionale de la cordillère des Andes, baptisée cordillère de Patagonie, forme une chaîne de montagnes qui occupe l'ensemble du territoire et dont les plus hauts sommets sont le Monte San Valentín (4 058 m), mont San Lorenzo (3 706 m), le Fitz Roy (3 405 m) et le stratovolcan actif Lautaro (3 706 m).

## Climat
Le climat est généralement froid et très pluvieux. La pluviométrie atteint à certains endroits 3 000 mm par an. La région des îles, face à l'océan Pacifique est balayée par les vents toute l'année. L'intérieur, plus protégé, a une pluviométrie plus faible, mais les hivers y sont très rudes, avec des températures largement en dessous de 0 °C et des neiges très abondantes. Une partie de cette région fait face à la Patagonie argentine où la pluviométrie est très faible, mais où les températures peuvent être très basses en hiver et à l'inverse être très élevées en été (typique du climat continental). Cette différence sur une petite échelle s'explique par la présence de la cordillère des Andes qui malgré son altitude relativement basse (2 000 m au maximum) fait office de barrière infranchissable pour les nuages venus de l'océan.

## Histoire
Les îles était auparavant peuplée d'indiens aujourd'hui disparus [ demande de précision : comment sont-ils disparus ? ] La  région d'Aysen peu peuplée est encore en phase de « colonisation », terme utilisé par le gouvernement. En effet, jusqu'au milieu du XXe siècle, les seules régions habitées étaient celles de Coihaique, Cochrane et Chile Chico. Compte tenu de la difficulté d'accès (bateau depuis Puerto Montt, par voie terrestre depuis l'Argentine ou en avion) et de son climat, seuls ceux qui se virent offrir des terres à rentabiliser vinrent s'installer.
Sous le gouvernement d'Augusto Pinochet, une route, la Carretera Austral censée relier la région au nord du pays, fut construite à travers les forêts. Cette route a permis et permet encore l'extraction de bois précieux très apprécié à l'étranger. Néanmoins, la majeure partie de la région est actuellement protégée et transformée en parcs nationaux.
Le Chili et l'Argentine ont également depuis plus d'un siècle plusieurs litiges concernant le tracé des frontières. Compte tenu du relief très morcelé et des glaciers, dessiner un tracé exact s'avère difficile. Il a fallu demander une médiation internationale pour régler ces différends.

Lieux et monuments
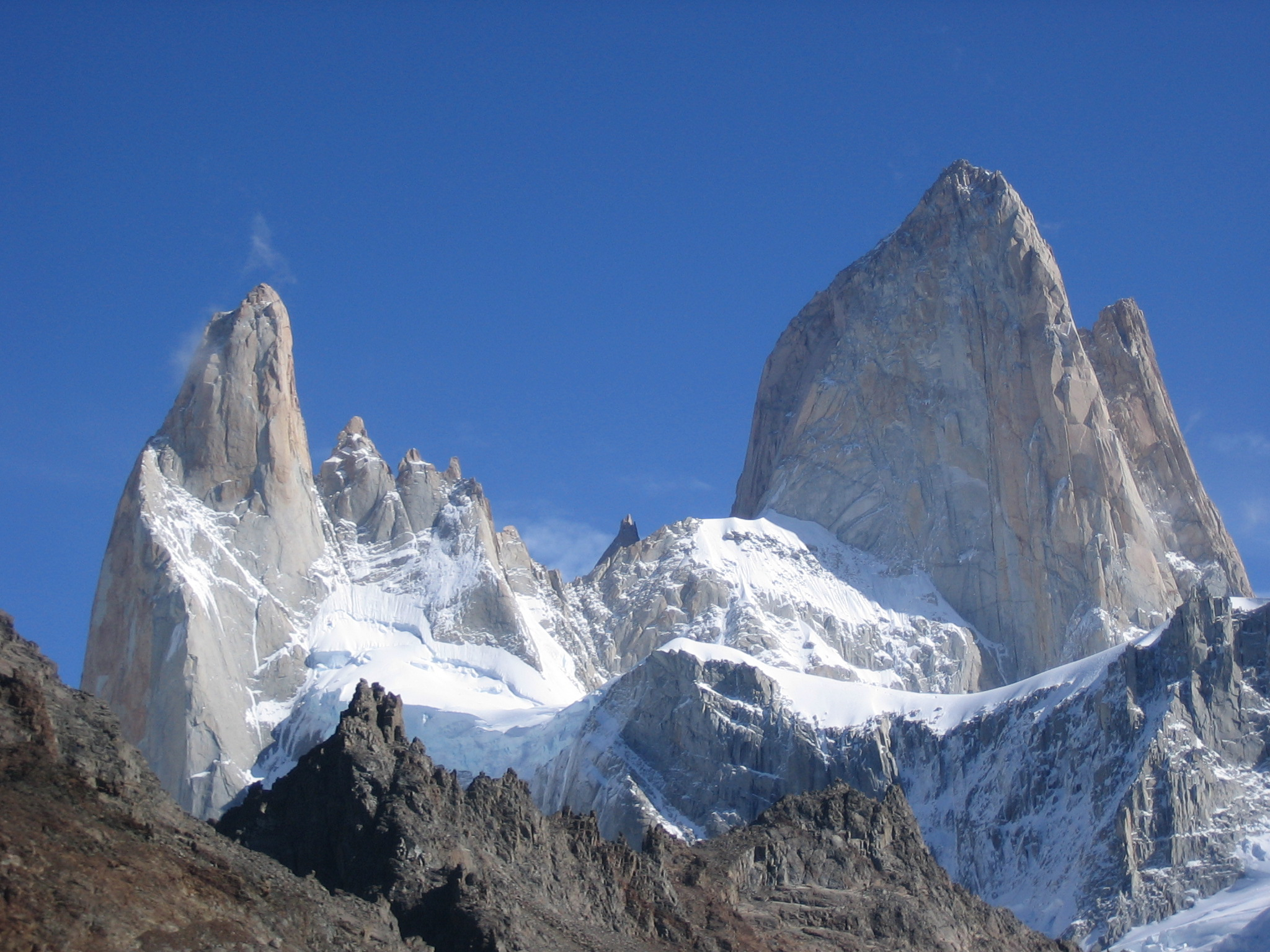
Monts Fitz Roy
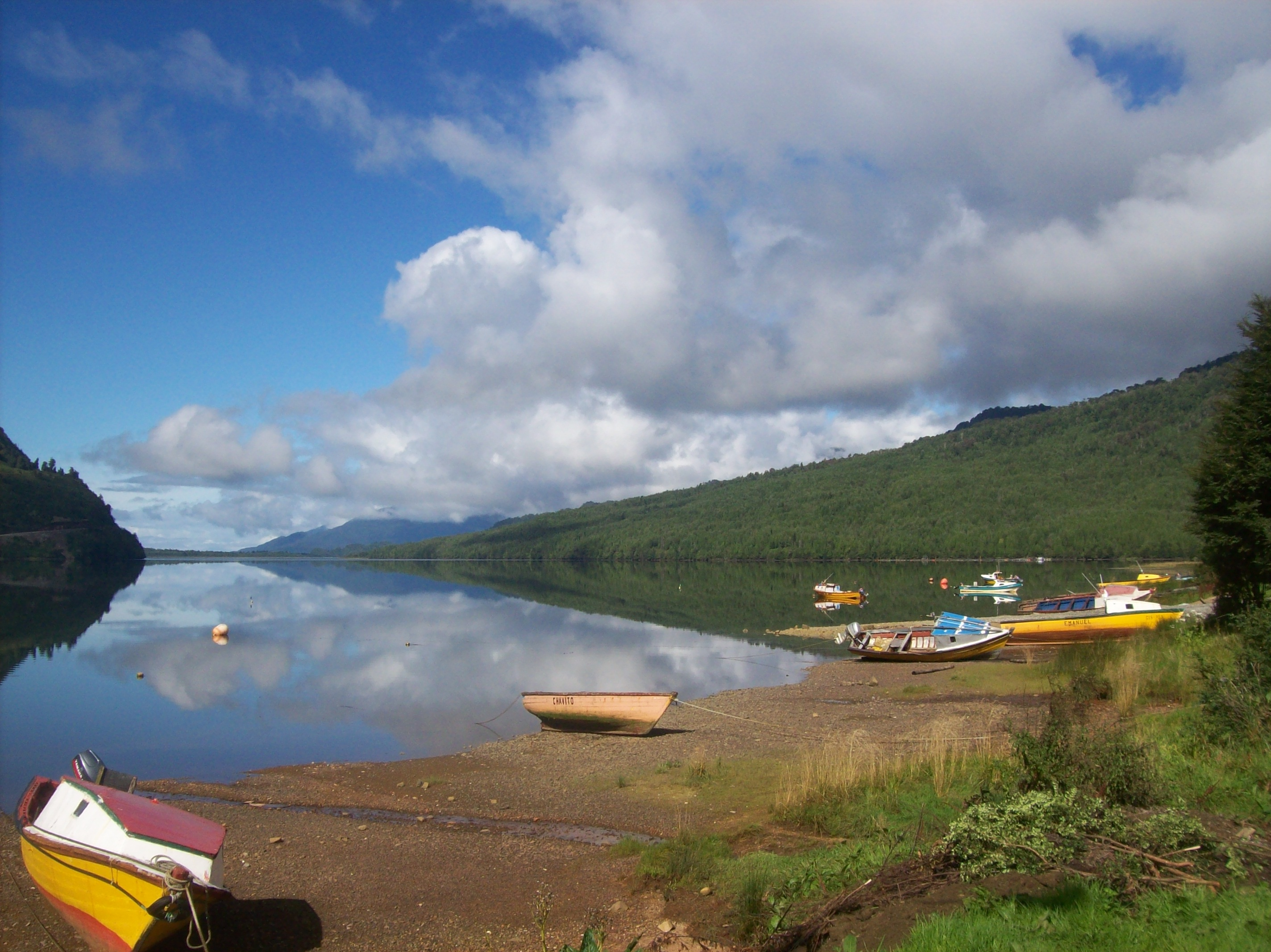
Baie de Puyuhuapi
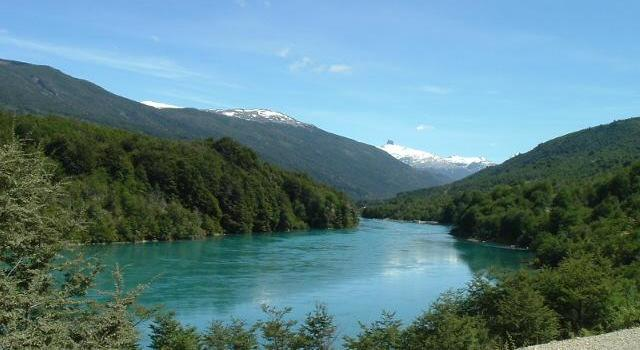
Río Baker

## Subdivisions territoriales

### Provinces
| Province                    | Superficie en km2 | Nombre d'habitants | Chef-lieu    |
| --------------------------- | ----------------- | ------------------ | ------------ |
| Province d'Aysén            | 51 045,2          | 29 631             | Puerto Aysén |
| Province de Coihaique       | 6 454,5           | 51 503             | Coihaique    |
| Province de General Carrera | 12 406,5          | 6 921              | Chile Chico  |
| Province de Capitán Prat    | 37 247,2          | 3 837              | Cochrane     |

### Communes
| \| Province \| Capitale \| Commune \| Chef-lieu si ≠ de la commune \| Superficie \| Population (2012)[2] \| \| --------------- \| ------------ \| -------------- \| ---------------------------- \| ---------- \| -------------------- \| \| Aysén \| Puerto Aysén \| 1 Aysén \| Puerto Aysén \| 29 970 \| 22 741 \| \| Aysén \| Puerto Aysén \| 2 Cisnes \| \| 15 831 \| 4 972 \| \| Aysén \| Puerto Aysén \| 3 Guaitecas \| \| 787 \| 1 473 \| \| Capitán Prat \| Cochrane \| 4 Cochrane \| \| 8 931 \| 2 976 \| \| Capitán Prat \| Cochrane \| 5 O'Higgins \| \| 8 183 \| 553 \| \| Capitán Prat \| Cochrane \| 6 Tortel \| \| 19 931 \| 531 \| \| Coihaique \| Coihaique \| 7 Coihaique \| \| 7 320 \| 58 659 \| \| Coihaique \| Coihaique \| 8 Lago Verde \| \| 5 622 \| 869 \| \| General Carrera \| Chile Chico \| 9 Río Ibáñez \| \| 5 997 \| 2 208 \| \| General Carrera \| Chile Chico \| 10 Chile Chico \| \| 5 922 \| 4 627 \| |              |                |                              |            |                   |
| Province | Capitale     | Commune        | Chef-lieu si ≠ de la commune | Superficie | Population (2012) |
| Aysén | Puerto Aysén | 1 Aysén        | Puerto Aysén                 | 29 970     | 22 741            |
| Aysén | Puerto Aysén | 2 Cisnes       |                              | 15 831     | 4 972             |
| Aysén | Puerto Aysén | 3 Guaitecas    |                              | 787        | 1 473             |
| Capitán Prat | Cochrane     | 4 Cochrane     |                              | 8 931      | 2 976             |
| Capitán Prat | Cochrane     | 5 O'Higgins    |                              | 8 183      | 553               |
| Capitán Prat | Cochrane     | 6 Tortel       |                              | 19 931     | 531               |
| Coihaique | Coihaique    | 7 Coihaique    |                              | 7 320      | 58 659            |
| Coihaique | Coihaique    | 8 Lago Verde   |                              | 5 622      | 869               |
| General Carrera | Chile Chico  | 9 Río Ibáñez   |                              | 5 997      | 2 208             |
| General Carrera | Chile Chico  | 10 Chile Chico |                              | 5 922      | 4 627             |

## Agglomérations et habitats dispersés
L'administration chilienne subdivise les agglomérations en villes (ciudad) de plus de 5 000 habitants, bourgs (Pueblo) dont la population est comprise entre 1 000 et 5 000 habitants, villages (Aldea) de 300 à 1000 habitants et hameaux (Caserío)  de 3 à 300 habitants.
| Type agglomération | Nombre | Population totale | Pourcentage total région | Liste des agglomérations                                                            |
| ------------------ | ------ | ----------------- | ------------------------ | ----------------------------------------------------------------------------------- |
| Villes (ciudad)    | 2      | 61 786            | 67,5 %                   | Coyhaique, Puerto Aysén                                                             |
| Bourgs (Pueblo)    | 6      | 11 821            | 12,9 %                   | Villa Mañiguales, Puerto Chacabuco , Puerto Cisnes, Melinka , Cochrane, Chile Chico |
| Villages (Aldea)   | 15     | 6 838             | 7,5 %                    | Villa O'Higgins, Lago Verde, etc.                                                   |
| Hameaux (Caserío)  | 52     | 2 777             | 3 %                      |                                                                                     |
| Habitat dispersé   | 679    | 8 270             | 9 %                      |                                                                                     |

Agglomérations de la région Aysen
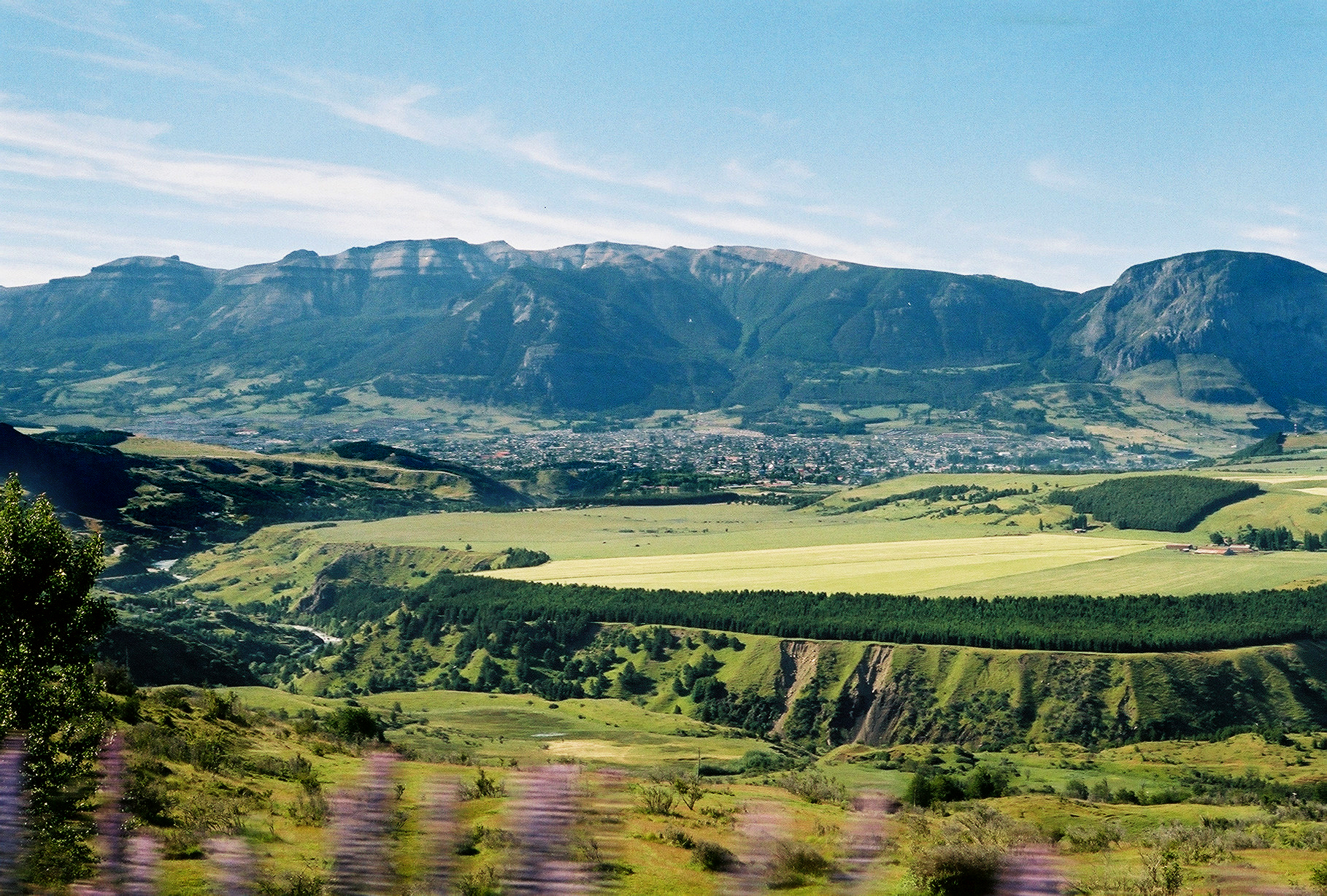
Coyhaique capitale de la région
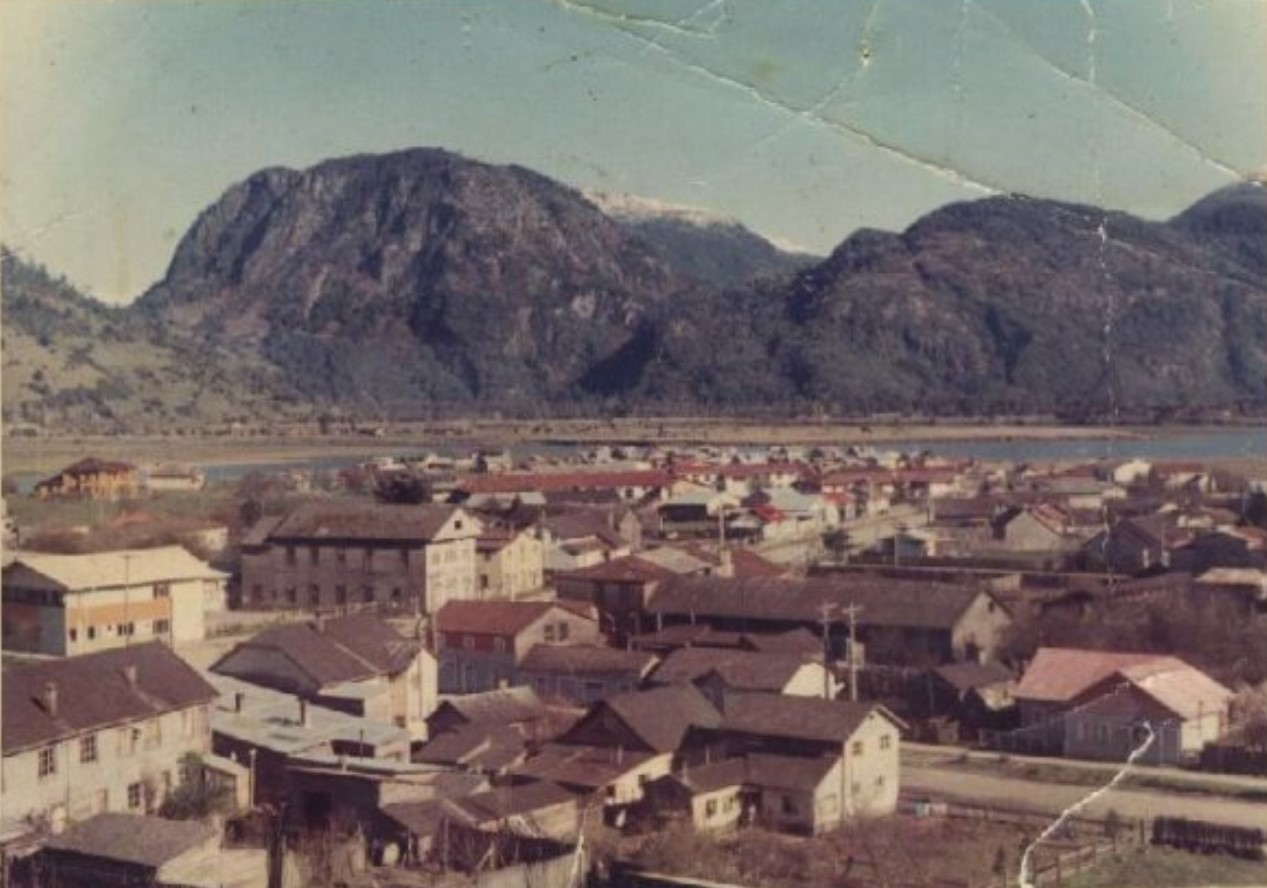
Aysén deuxième ville de la région au milieu du XXe siècle
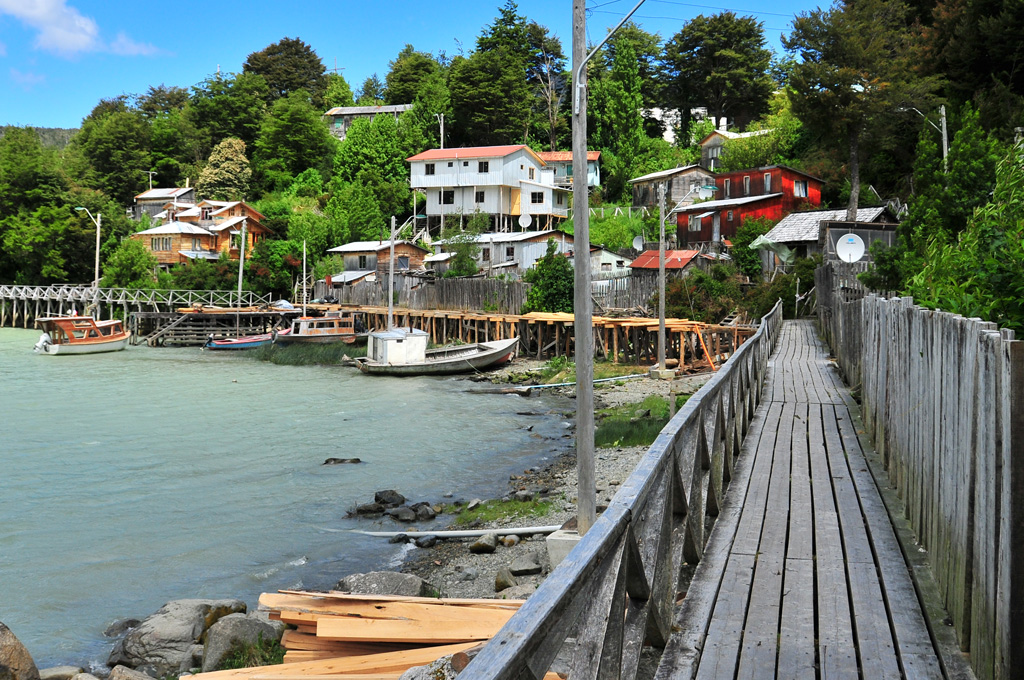
Village de Caleta Tortel

## Économie
Le développement économique, tardif, prend son essor avec l'ouverture de la Carretera Austral. Le trafic transfrontalier avec l'Argentine, beaucoup plus facile qu'avec le reste du Chili, est soutenu. De par les grandes distances les séparant les unes des autres, plusieurs agglomérations possèdent leur propre aérodrome. La région tire quelques ressources de l'extraction du bois dans sa moitié nord. L'agriculture est très limitée : la région doit importer la quasi-totalité de sa consommation depuis le nord, via Puerto Montt. Par contre, l'élevage de cochons, bovins, etc., est très important. La pêche s'est bien développée ces dernières décennies. Le tourisme est une ressource importante également. Il existe quelques petites mines d'or et de zinc.

### Documentation
- Hernan Escobar Zamora, « La Patagonie chilienne, du front pionnier à l’ouverture internationale Enjeux de gestion territoriale dans la région d’Aysén », sur Géoconfluence, École Normale Supérieure de Lyon, 10 février 2012.